# GnomeBaker
GnomeBaker is een vrij en gratis programma om cd's en dvd's te branden. Het is beschikbaar voor Unix-achtige besturingssystemen, waaronder FreeBSD en Linux. Het is in eerste plaats ontwikkeld om te werken met GNOME.

## Functies
- Data-cd's maken.
- RW-schijven wissen.
- Dvd's branden.
- Data- en audio-cd's kopiëren.
- Ondersteuning voor branden in multisessie.
- Opnemen en branden van bestaande ISO-images.
- Branden via SCSI en ATAPI vanaf Linuxkernels 2.4.
- Slepen en neerzetten om data-cd's te maken (inclusief slepen en neerzetten van en naar Nautilus).
- Audio-cd's maken van bestaande WAV-, MP3-, FLAC- en Ogg-bestanden.
- Integratie met GConf voor het opslaan van programma-instellingen.

## Beperkingen
- Ondersteunt geen Universal Disk Format ("UDF"); ondersteunt enkel ISO 9660.
- Ondersteunt de multi-omvangfunctie (fragmentatie) niet van ISO 9660 Level 3. Hierdoor is er een bestandslimiet van 4GB.